# Những cuộc phiêu lưu của Tintin (phim)
Những cuộc phiêu lưu của Tintin, hay còn biết với tựa đề Những cuộc phiêu lưu của Tintin: Bí mật tàu Kỳ Lân (tựa tiếng Anh: The Adventures of Tintin hay là The Adventures of Tintin: The Secret of the Unicorn) là một bộ phim hoạt hình 3D năm 2011 của Mỹ do đạo diễn Steven Spielberg thực hiện với phần sản xuất của Peter Jackson.
The Adventures of Tintin thuộc thể loại phiêu lưu và hài hước. Nó cũng là phim hoạt hình đầu tiên do Steven Spielberg làm đạo diễn. Bộ phim dựa theo 3 album của nhà văn Hergé là: The Crab with the Golden Claws (Cua càng vàng), The Secret of the Unicorn (Bí mật tàu Kỳ Lân) và Red Rackham's Treasure (Kho báu của Rackham Áo Đỏ). Bộ phim đoạt Giải Quả cầu vàng cho phim hoạt hình hay nhất năm 2012.

## Nội dung
Bộ phim mở đầu với cảnh Tintin dắt chú chó Snowy đi trong khu chợ ở Brussels, nước Bỉ. Tại đây anh mua được mô hình tàu Kỳ Lân cổ rất đẹp. Hai người đàn ông lạ mặt Sakharine và Barnaby xin mua lại nó nhưng Tintin không muốn bán. Tintin không biết bên trong mô hình đó có chứa cuộn giấy có thể chỉ dẫn người ta đến một kho báu của thế kỷ 17. Tối hôm đó, Barnaby đến nhà Tintin cảnh báo anh về cái mô hình nhưng ông này bị bắn chết ngay trước cửa. Sáng hôm sau thì Tintin cũng bị thuộc hạ của Sakharine bắt cóc vì chúng muốn lấy cuộn giấy của anh. May mắn là có kẻ đã móc túi Tintin trước khi anh bị bắt, cuộn giấy vẫn nằm trong ví tiền của Tintin.
Nhóm của Sakharine đưa Tintin lên con tàu đang thẳng tiến đến châu Phi. Sakharine cho biết hắn phải tìm được ba cuộn giấy từ ba mô hình tàu Kỳ Lân thì mới tìm được kho báu. Sakharine đã có trong tay một cuộn giấy. Hắn có ý định ăn cắp hai cuộn giấy còn lại từ Tintin và mô hình đang trưng bày ở Maroc. Tintin kết bạn với thuyền trưởng Haddock của con tàu rồi cùng ông trốn khỏi tàu bằng thuyền cứu hộ. Sáng sớm Sakharine cho máy bay đi tìm Tintin và Haddock, tuy nhiên chiếc máy bay này bị Tintin và Haddock cướp mất. Hai người bay đến châu Phi nhanh hơn nhóm của Sakharine. Khi đến Maroc thì máy bay rơi xuống sa mạc do bị hỏng nặng. Tintin, Haddock và chó Snowy đành đi bộ nhưng kiệt sức giữa đường. Quân đội Pháp đưa họ về doanh trại cho họ nghỉ ngơi.
Khi khỏe lại, Tintin và Haddock tạm biệt quân đội Pháp để tiếp tục lên đường tìm cuộn giấy thứ ba, Tintin gặp lại cặp thám tử song sinh Thomson - Thompson. Hai người này nói vừa tìm được ví của Tintin và trả lại nó cho anh. Tintin kiểm tra cuộn giấy vẫn còn trong ví. Anh với Haddock nhanh chóng đến nhà hát opera vì cuộn giấy thứ ba đang ở đó. Nhóm của Sakharine cũng có mặt ở nhà hát. Sakharine chờ cho giọng hát bà ca sĩ làm vỡ kính chống đạn liền đánh cắp cuộn giấy trong mô hình tàu Kỳ Lân. Tintin, Haddock và chó Snowy cố gắng đối phó nhưng cũng bị Sakharine cướp hết ba cuộn giấy. Sakharine cùng đồng bọn lên tàu về Bỉ. Tintin và Haddock thì nhờ hai ông Thomson - Thompson chở về Bỉ bằng máy bay riêng.
Vừa về đến bến cảng Bỉ thì cả nhóm của Sakharine bị nhóm của Tintin phục kích. Bọn chúng bị cảnh sát bắt hết dù cố gắng chống trả. Tintin lấy được ba cuộn giấy. Tintin và Haddock đến căn nhà hoang ở trong rừng tìm kho báu đúng như mấy cuộn giấy chỉ. Họ vui mừng khi tìm được kho báu. Đặc biệt hơn người chủ của kho báu này chính là tổ tiên của Thuyền trưởng Haddock, tên là Francis Haddock. Tintin bàn với Haddock chuẩn bị tham gia cuộc phiêu lưu tiếp theo và Haddock đồng ý.

## Diễn viên lồng tiếng
- Jamie Bell vai Tintin
- Andy Serkis vai Thuyền trưởng Haddock / Ngài Francis Haddock
- Daniel Craig vai Ivan Ivanovitch Sakharine / Red Rackham
- Nick Frost vai Thám tử Thomson
- Simon Pegg vai Thám tử Thompson
- Toby Jones vai Aristides Silk
- Enn Reitel vai Nestor
- Tony Curran vai Trung úy Delacourt
- Gad Elmaleh vai Omar Ben Salaad
- Daniel Mays vai Allan
- Mackenzie Crook vai Tom
- Kim Stengel vai Ca sĩ Bianca Castafiore
- Joe Starr vai Barnaby
- Sonje Fortag vai Bà Finch
- Cary Elwes vai Tên phi công
- Phillip Rhys vai Tên phi công
- Sebastian Roché vai Pedro
- Nathan Meister vai Người họa sĩ trong chợ